# 釋慧士
釋慧士（越南语：／，1943年2月15日—）俗名范文滄（越南语：／），越南廣平省人，大乘佛教僧侶、詩人、翻譯家、持不同政見者。擅漢語、英語、法語、巴利語、梵語和日語，並能閱讀德文。曾將大量梵文佛經和中日典籍譯介到越南。被認為是繼釋智超之後最博學的僧人。
釋慧士是越南佛教政治參與的典型代表，在1960年代越南共和國佛教徒危機中任佛教抗爭運動領袖之一；越南統一後轉而抗議越共當局迫害，1984年以“領導反革命組織”罪名被捕。不承認官方的越南佛教會，而任體制外的越南佛教聯合會（Giáo hội Phật giáo Việt Nam Thống nhất，GHPGVNTN）副領導人（正領導人為釋廣度）。